# Pausz Ádám
Pausz Ádám (Győr, 1697. december 25. – 1724. április 5.) Jézus-társasági áldozópap és tanár.

## Élete
1716. március 1-jén Bécsben lépett a rendbe. 1717-ben ugyanott novícius volt, 1718-ban latin nyelvet tanított a kőszegi gimnáziumban, 1719 és 1721 között Kassán hallgatott filozófiát, 1722-ben a gyulafehérvári gimnáziumban latint, 1723–1724-ben Kolozsvárt latin nyelvet és retorikát tanított

## Munkái
- Kornisiorum stemma et origo...
- Zrini gloriosus interitus...
- Heroae fortitudine argumenta. Claudiopoli, 1724
- Sisara Jahelis manu prostratus. Uo. 1724